# حمدي قنديل
حمدي قنديل (1936 بالقاهرة في مصر - 31 أكتوبر 2018 / 22 صفر 1440 هـ بالقاهرة في مصر) كان صحفيا، مذيعا، محاورا وناشطا مصرياً بارزا. بدأ قنديل عمله كصحافي في خمسينيات القرن الماضي عندما كتب في مجلة "آخر ساعة" بدعوة من الصحفي المخضرم مصطفى أمين. في عام 1961، بدأ عمله كمذيع في التلفزيون المصري من خلال برنامج «أقوال الصحف» حتى عام 1969 عندما عُيّن مديراً لاتحاد الإذاعات العربية. في عام 1971 غادر منصبه احتجاجاً على تفتيش حكومي للموظفين التقنيين. عمل في وقت لاحق مع اليونسكو من عام 1974 إلى عام 1986، متخصصا في مجال الإعلام الدولي. في عام 1987 شارك في تأسيس شركة قنوات فضائية أصبحت تعرف في وقت لاحق باسم "إم بي سي"، حيث عمل لمدة ثلاثة أشهر قبل أن يغادر بسبب الخلافات السياسية مع الإدارة. قنديل قدم لفترة قصيرة برنامج «مع حمدي قنديل» على شبكة راديو وتلفزيون العرب، لكنه غادر وسط خلافات بينه وبين المديرين فيما يتعلق بمقابلات مخطط لها مع معمر القذافي وطارق عزيز.
عاد إلى التلفزيون المصري في عام 1998، مقدما البرنامج الخاص بالشؤون الجارية والنقد الصحفي «رئيس التحرير». أصبح البرنامج واحدا من البرامج الأكثر شعبية واحتراما في مصر. بعد مشكلة مع رقابة الدولة، نقل قنديل البرنامج إلى تلفزيون دبي في عام 2004 تحت اسم «قلم رصاص». تلقى البرنامج الجديد مشاهدات عالية في جميع أنحاء العالم العربي. اضطر إلى ترك تلفزيون دبي بعد انتقاد الحكومات العربية، وبعد ذلك قدم البرنامج على قناة الليبية الفضائية لمدة شهرين قبل أن تقوم الحكومة الليبية بإلغائه. عاد إلى مصر وكتب في المصري اليوم ثم الشروق، ولكن ارتباطه مع تلك الأخيرة انتهى نتيجة دعوى تشهير من وزير الخارجية المصري حينها أحمد أبو الغيط رداً على عمود كتبه قنديل منتقدا السياسة الخارجية المصرية في أيار / مايو 2010. القضية أسقطت في وقت لاحق في أعقاب الثورة المصرية عام 2011.
كان قنديل معروفا بخطابه القومي العربي وانتقاداته العنيفة للحكومة المصرية وغيرها من الحكومات العربية. ووفقا للمحلل السياسي في مركز الأهرام للدراسات السياسية والاستراتيجية ضياء رشوان، قنديل هو «صحفي مصري عظيم وذو مصداقية عالية، فهو جريء يعطي النقد البناء. الناس تستمع له وتأخذ ما يقوله على محمل الجد، وهذا هو السبب في أنه يشكل تهديدا على الحكومات». قبل الثورة المصرية شارك قنديل في تأسيس الجمعية الوطنية للتغيير، وهي منظمة إصلاحية برئاسة محمد البرادعي. منذ أيلول / سبتمبر 2012، قدم قنديل الدعم لحركة المعارضة التيار الشعبي المصري.

## النشأة

### الطفولة
ولد قنديل في القاهرة في عام 1936 لأب من المنوفية. وكان الأكبر من خمسة أطفال. قضى معظم طفولته وتلقى تعليمه الابتدائي في مدينة طنطا. كان والده قد انتقل -بأسرته متوسطة الدخل- إلى تلك المدينة، حيث كان يملك عدد قليل من الأفدنة تزرع معظمها بالكمثرى والعنب. وزع والد قنديل الأراضي على الجيران وغيرهم من المقربين له.
خلال صبا قنديل، اعتاد استعارة وقراءة الكتب بشكل أسبوعي تقريبا. تعلم قنديل أيضا هوكي الحقل. كان قنديل من أوائل فصله طوال سنين دراسته وفي البداية سعى لدخول كلية الطب، وهو الطموح المعتاد للطلاب الحاصلين على علامات عالية. شجعته والدته بالتحديد على أن يصبح طبيبا. كان قنديل مهتما بكتابة الخط العربي واللغات الأجنبية.

### مسيرة الصحافة والتعليم
تم تقديم قنديل إلى الصحافة عندما بدأ كتابة ورقة بحثية في المرحلة الثانوية. خلال ذلك الوقت، كتب أيضا مقالا لصحيفة الإخلاص، منتقدا الملك فاروق لإنفاقه مليون جنيه من الخزينة لشراء يخت يسمى «المحروسة.» أقيل قنديل بعد فترة وجيزة من ذلك، ولكن منذ ذلك الحين أصبح مولعا بالصحافة. بسبب هذا الاهتمام الجديد وسوء صحة والده، لم يكمل قنديل المرحلة الأولى من دراسته الطبية، مما تسبب في رفض طلبه للالتحاق لكلية الطب سنة 1952. بدلا من ذلك، انضم قنديل إلى قسم الجيولوجيا في جامعة الإسكندرية. في تموز / يوليه من ذلك العام، تمت الإطاحة بالملك فاروق من قبل مجموعة من الضباط بقيادة جمال عبد الناصر، مما أدى لاحقا لعمل نظام جمهوري برئاسة محمد نجيب.
قضى قنديل شهرين في دراسة الجيولوجيا وقرر إعادة امتحانات الثانوية من أجل الدخول إلى كلية الطب. أدى قنديل جيدا ودخل قصر العيني بجامعة القاهرة عام 1953. استمر في دراسته حتى عام 1956، وأصبح عبد الناصر رئيسا حينها. خلال هذه الفترة انضم إلى الأمن المركزي. جنبا إلى جنب مع بعض من زملائه الطلاب أسس المجلة الرسمية للكلية والتي طبعت عن طريق دار نشر أخبار اليوم. صودرت الطبعة الأولى من المجلة بسبب مقال كتبه قنديل منتقدا أساتذة ولوائح الجامعة. بعد الانتهاء من الامتحانات النهائية في عام 1956، عرض على قنديل وظيفة للكتابة لصالح مجلة آخر ساعة من قبل أصحابها، الصحفيين البارزين والأخوين مصطفى أمين وعلي أمين. تم تعيين حمدي قنديل مع الاتفاق على راتب 15 جنيه وفي البداية تم تكليفه بالكتابة عن مخططات الأبراج ومنحه عمود للرد على الرسائل التي تأتي من القراء. طلب أمين من قنديل العمل كمحرر لصالح آخر ساعة في عام 1961.
في هذا العام حضر قنديل الاتحاد الدولي للطلاب في براغ، تشيكوسلوفاكيا، حيث التقى مع ياسر عرفات، رئيس الاتحاد العام للطلبة الفلسطينيين حينها. تمكن قنديل من الحصول على رخصة (البكالوريوس) في الصحافة في عام 1960. وبعد أربع سنوات حصل على دبلوم في الصحافة من معهد برلين. خلال هذه الفترة كتب لمجلة التحرير، وحصل على راتب 25 جنيه مصري، كما عمل مع مجلة الجماهير في دمشق.

## حياته المهنية
أثناء الانتفاضة الفلسطينية الثانية عام 2003، وبعد هجومه الشديد على صمت وضعف الحكومات العربية، تم إيقاف برنامجه «رئيس التحرير» - برغم شعبيته الطاغية - مما اضطره إلى الهجرة إلى الإمارات العربية المتحدة لتقديم برنامج جديد بعنوان «قلم رصاص» إلا أنه وبعد خمس سنوات تم إيقاف برنامجه أيضاً، ويعتقد معظم الجمهور والعاملين في المجال الإعلامي بأن الإيقاف في الحالتين كان لأسباب سياسية، وبأمر مباشر من الحكومة المصرية في المرة الأولى والإماراتية في المرة الثانية.
علق كثير من الإعلاميين في الوطن العربي على ذلك - بما فيهم عمرو أديب، منى الشاذلي، رولا خرسا، وائل الإبراشي واخرون - بأنه يعد مثالاً صارخاً على عدم احترام الحكومات العربية عموماً والمصرية خصوصاً لمبادئ حرية الرأي والتعبير.
عمل قنديل كمتحدث باسم الجبهة الوطنية للتغيير التي أسسها الدكتور محمد البرداعي.

## برامج قدمها
- مع حمدي قنديل على راديو وتلفزيون العرب
- رئيس التحرير على الفضائية المصرية، وعلى قناة دريم
- قلم رصاص تم تقديمه على قناة دبي، وقناة الليبية الفضائية.

## من مؤلفاته
ألف حمدي قنديل عدة كتب، من أبرزها:
- كتاب: مذكرات: عشت مرتين (كتاب صدر عام 2014، يمثل سيرة ذاتية للإعلامى حمدى قنديل، حيث يتناول خلاله الشخصيات المثيرة للجدل التي قابلها وعمل معها على مدار حياته، كما تناول سيرة زواجه من الفنانة الكبيرة نجلاء فتحى، وحكى عن التجارب التي شكلت وعيه، وتاريخه منذ أن أسس أول قسم أخبار بالتلفزيون في فترة الستينيات، ومشاركته في تأسيس القمر الصناعى العربى والقنوات الفضائية المختلفة.)
- كتاب: عربسات: الشبكة الفضائية العربية وقضايا الإتصال في الوطن العربي (1989).
- كتاب: اتصالات الفضاء (1985)
- كتاب: تطوير الإعلام في الدول العربية: الاحتياجات و الأولويات (1983).

## وجهات النظر السياسية
قنديل وصف نفسه بأنه مؤيد للناصرية، وهو ما لا يُعرِّفه كانتماء سياسي، بل مفهوم عن "العدالة الاجتماعية" و"التحرر الوطني" "يتجاوز الجيل والطبقة." لم ينضم قنديل لأي من الأحزاب السياسية أو المنظمات الناصرية في مصر، ولكن نظر لعهد الرئيس الراحل عبد الناصر باعتباره "الفترة التي علمت جيله احترام الذات والفخر بالوطن والشجاعة والوقوف ضد القوى العظمى." وصف حمدي قنديل بأنه "علماني قومي... يجسد "ضمير الأمة العربية".
في مقابلة عام 1999 ذكر قنديل رأيه أن الإعلام العربي لم يكن قادرا على مواجهة ما اعتبره تأثير الصهيونية في وسائل الإعلام الأمريكية، وأن حالة الإعلام العربي تعكس حالة من الركود في العالم العربي بشكل عام. كان قنديل معارضا لسياسة الولايات المتحدة الخارجية في الشرق الأوسط. وأشار إلى غزو العراق في عام 2003 بأنه «أكبر كارثة حديثة على العرب منذ عام 1948»، السنة التي أنشئت فيها دولة إسرائيل وهزمت تحالف الجيوش العربية، مما تسبب في نزوح جماعي للفلسطينيين من منازلهم.
أيد قنديل الثورة المصرية عام 2011 ودعا مبارك إلى التنحي منذ بدء الاحتجاجات. في محاضرة لطلاب الجامعة الأمريكية في القاهرة في أوائل آذار / مارس 2011، أشاد قنديل بالشباب المتظاهرين الذين بدأوا الثورة ووصفهم بالشجاعة وأعرب عن الأمل في أن يبدأ عصر الديمقراطية وحرية الصحافة في مصر. خلال الانتخابات الرئاسية المصرية سنة 2012، أيد قنديل المرشح الناصري حمدين صباحي بعد إعلان ائتلاف شباب الثورة دعمه له. في أواخر أيلول / سبتمبر 2012، وخلال فترة رئاسة محمد مرسي أعلن قنديل دعمه التيار الشعبي المصري، وهي حركة أسسها صباحي. في المؤتمر الافتتاحي، قال قنديل إن «معركة سياسية ضخمة» ستبدأ قريبا من أجل الانتخابات البرلمانية المقبلة وأن طبيعة مصر المتنوعة لا يمكن أبدا أن تتغير.

## الحياة الشخصية
التقى قنديل وتزوج من الممثلة المصرية نجلاء فتحي في عام 1992. تزوج مرتين قبل ذلك. قالت نجلاء عن قنديل: «إنه الرجل الأول الذي فتنني، وليس من السهل أن يحدث ذلك. أشعر أنني تلميذة عندما أكون معه: وأكتشف صفات جديدة به كل يوم» في حين أن قنديل قال إنه شعر «بارتباط فوري» مع نجلاء.
توفى حمدي قنديل عن عمر 82 عامًا بعد صراع مع المرض في 31 أكتوبر 2018.

## المصدر
1. ↑   https://historygreatest.com/egyptian-journalist-hamdi-qandil-died-at-82. {{استشهاد ويب}}: |url= بحاجة لعنوان (مساعدة) والوسيط |title= غير موجود أو فارغ (من ويكي بيانات) (مساعدة)
2. ↑  حمدي قنديل في «مذكراته»: تعاونت مع جارى الشيوعي في توزيع المنشورات بمسجد السيد البدوي - بوابة الشروق نسخة محفوظة 16 يناير 2017 على موقع واي باك مشين.
3. 1 2  Said, Rania. A Few Good Men: Hamdi Qandeel نسخة محفوظة 29 يونيو 2013 at Archive.is. Identity Magazine. 2011.
4. ↑  Veteran Journalist Hamdi Kandil Discusses Revolution at AUC. The American University in Cairo. 6 March 2011. [وصلة مكسورة] نسخة محفوظة 7 أبريل 2020 على موقع واي باك مشين.
5. ↑  Al-A'asar, Marwa. Qandil to stand trial on charges of defaming Egypt’s FM. ديلي نيوز إيجيبت (جريدة). 16 December 2010. نسخة محفوظة 27 أبريل 2019 على موقع واي باك مشين.
6. ↑  Nasrawi, Saif. Pro-ElBaradei journalist faces criminal trial over minister 'insult'. مصر المستقلة. Originally published by وكالة فرانس برس. 9 June 2010. "نسخة مؤرشفة". مؤرشف من الأصل في 2016-03-04. اطلع عليه بتاريخ 2018-11-01.{{استشهاد ويب}}:  صيانة الاستشهاد: BOT: original URL status unknown (link)
7. ↑  Hamdy Kandil offered slot on Hezbollah's Al-Manar. ديلي نيوز إيجيبت (جريدة). 2009. نسخة محفوظة 16 مارس 2016 على موقع واي باك مشين.
8. ↑  Dularamani, Sajini. Hamdi Qandil: 'The singer, not the song' نسخة محفوظة 3 نوفمبر 2012 على موقع واي باك مشين.. Al-Ahram Weekly. 1999-04-21. نسخة محفوظة 03 نوفمبر 2012 على موقع واي باك مشين.
9. 1 2 3 4 5 6 7  Dularamani, Sajini. Hamdi Qandil: 'The singer, not the song'. الأهرام ويكلي. 21 April 1999. نسخة محفوظة 03 نوفمبر 2012 على موقع واي باك مشين.
10. ↑  حمدي قنديل ينفي وجود انقسام داخل جبهة التغيير المصرية [وصلة مكسورة] نسخة محفوظة 4 أبريل 2016 على موقع واي باك مشين.
11. ↑  مؤلفات حمدي قنديل نسخة محفوظة 03 نوفمبر 2018 على موقع واي باك مشين.
12. ↑  Hammond, 2007, p. 218.
13. ↑  Hammond, 2007, p. 2.
14. ↑  Copty, Natalie. Qandil praises Egyptian bravery. Caravan-AUC. 2011-03-11. نسخة محفوظة 14 مارس 2011 على موقع واي باك مشين.
15. ↑  Tayel, Abeer. Revolutionary Youth Coalition supports Sabbahi for president. Al Arabiya. 2012-05-15. نسخة محفوظة 12 يونيو 2012 على موقع واي باك مشين. [وصلة مكسورة]
16. ↑  El-Sharnoubi, Osman. Unity movement launched at mass rally to counter Egypt's Islamists. Ahram Online. 2012-09-22. نسخة محفوظة 27 أغسطس 2018 على موقع واي باك مشين.
17. ↑  Abou al-Magd, Nadia. Naglaa Fathi: Soft as steel نسخة محفوظة 16 يونيو 2013 at Archive.is. Al-Ahram Weekly. 2000-11-20. نسخة محفوظة 22 أكتوبر 2012 على موقع واي باك مشين.
18. ↑  "وفاة الإعلامي حمدي قنديل". e3lam.org. 31 أكتوبر 2018. مؤرشف من الأصل في 2018-11-01.
19. ↑  "Veteran journalist, news anchor Hamdi Qandil dies at 82". Egypt Today. مؤرشف من الأصل في 2018-12-27. اطلع عليه بتاريخ 2018-11-01.

## وصلات خارجية
- حمدي قنديل على موقع أرشيف الشارخ.
- وفاة حمدي قنديل